# Kasteel Rivieren
Kasteel Rivieren is een van de vier kastelen van de gemeente Voerendaal. De andere zijn kasteel Haeren, kasteel Cortenbach, kasteel Puth.
Kasteel Rivieren of kasteel Ter Vieren wordt voor het eerste vermeld in 1364, toen het waarschijnlijk werd gesticht door Catharina van Rivieren, priores van het klooster Sint-Gerlach te Houthem. De oorspronkelijke functie van het gebouw was een klooster. 
Kasteel Rivieren kwam door huwelijk in 1910 van Hedwig Thekla Laura Freiin von Brewer genannt von Fürth, vrouwe van Rivieren (1885-1965) met Oscar Jean Baptiste Réné Joseph Marie graaf de Marchant et d’Ansembourg (1882-1961) in het bezit van de familie De Marchant et d'Ansembourg en is dat nog steeds. Het heeft de juridische status van een landgoed. Een eerste brug over een gracht leidt naar U-vormige kasteelhoeve. Het kasteel zelf ligt wat terzijde hiervan en was vroeger slechts via een tweede ophaalbrug bereikbaar. 
De hoeve wordt van oudsher en nog steeds voor agrarische doeleinden gebruikt. Het agrarische bedrijf(akkerbouw en veeteelt) is volledig biologisch gecertificeerd volgens het SKAL keurmerk. Het landgoed/terrein is maar beperkt toegankelijk voor publiek. Alleen op de opengestelde wandelpaden van het landgoed kan gewandeld worden welke met bordjes duidelijk gemarkeerd zijn. Tijdens de wandeling op het landgoed zijn onder andere Gallowayrunderen te zien die de natuur rondom het kasteel onderhouden.
Het kasteel met enkele bijbehorende delen (zoals de hoeve maar ook het aan de andere straat zijde liggende bakhuis) op het terrein zijn ieder een rijksmonument. Alle delen zijn ook als geheel beschermd namelijk als complex historische buitenplaats. In Nederland zijn er circa 600 van zulke beschermde historische buitenplaats complexen en een hiervan is Rivieren (Ter Vieren/Terveren in het dialect).

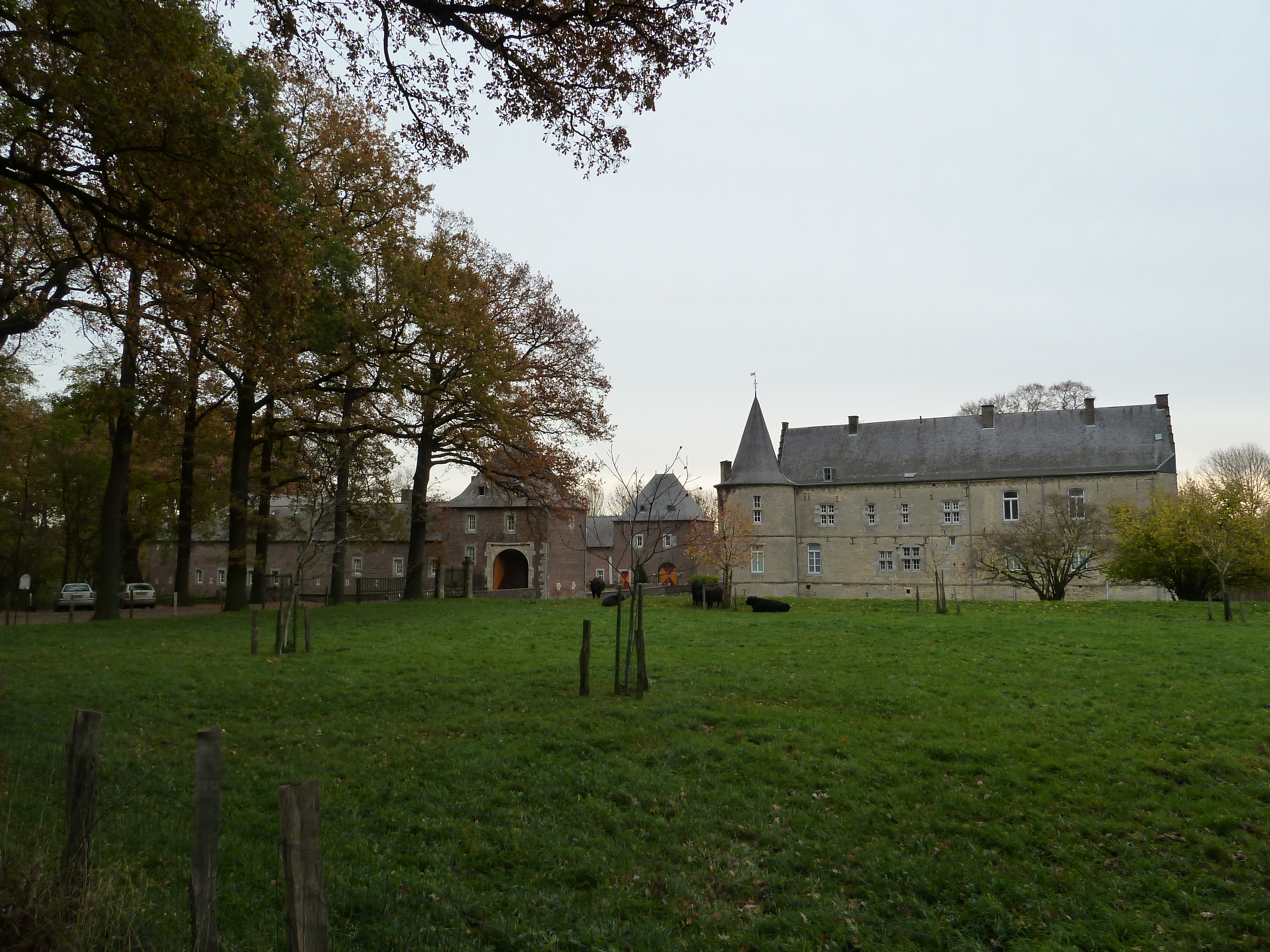
Hoeve en kasteel
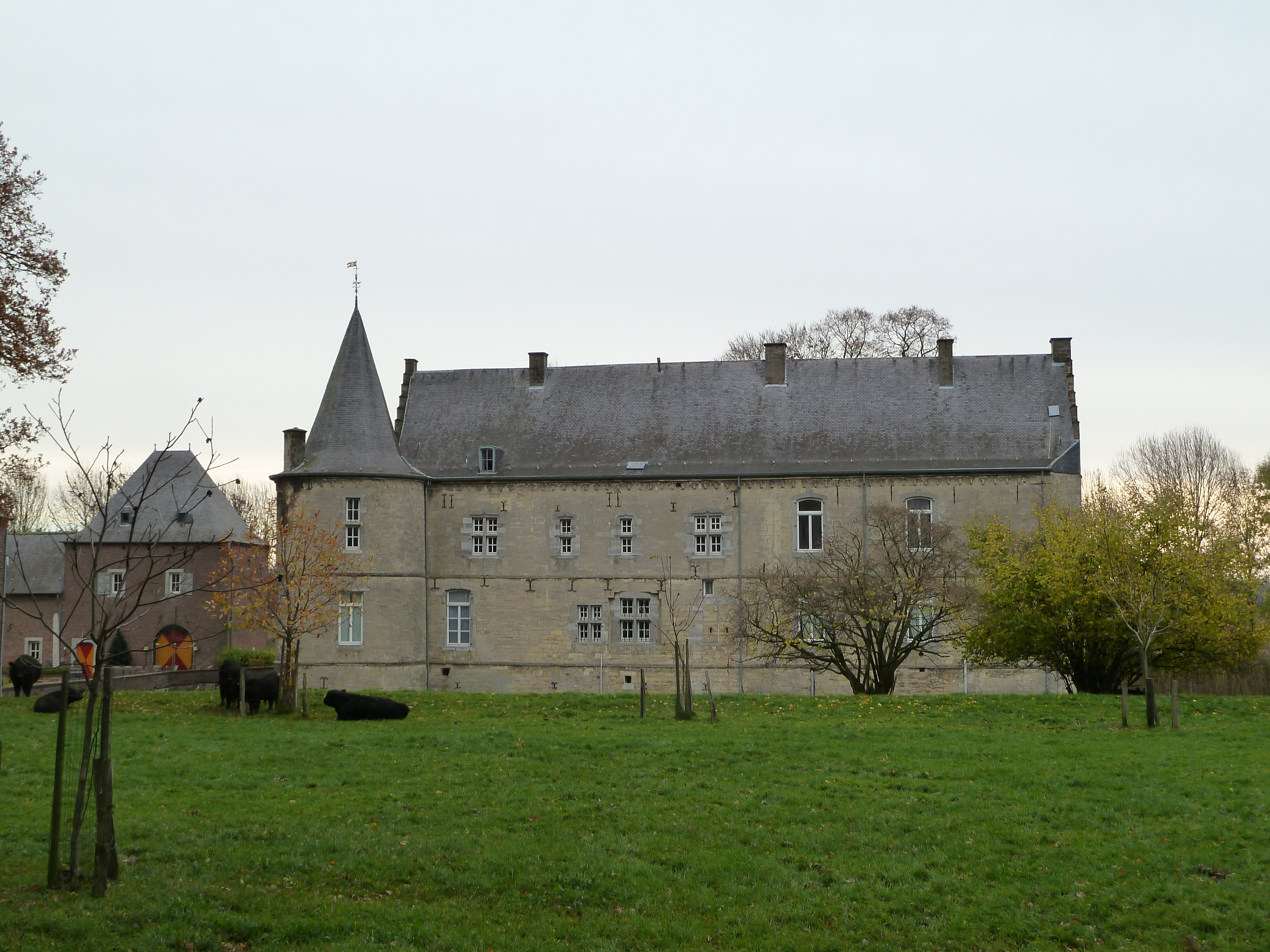
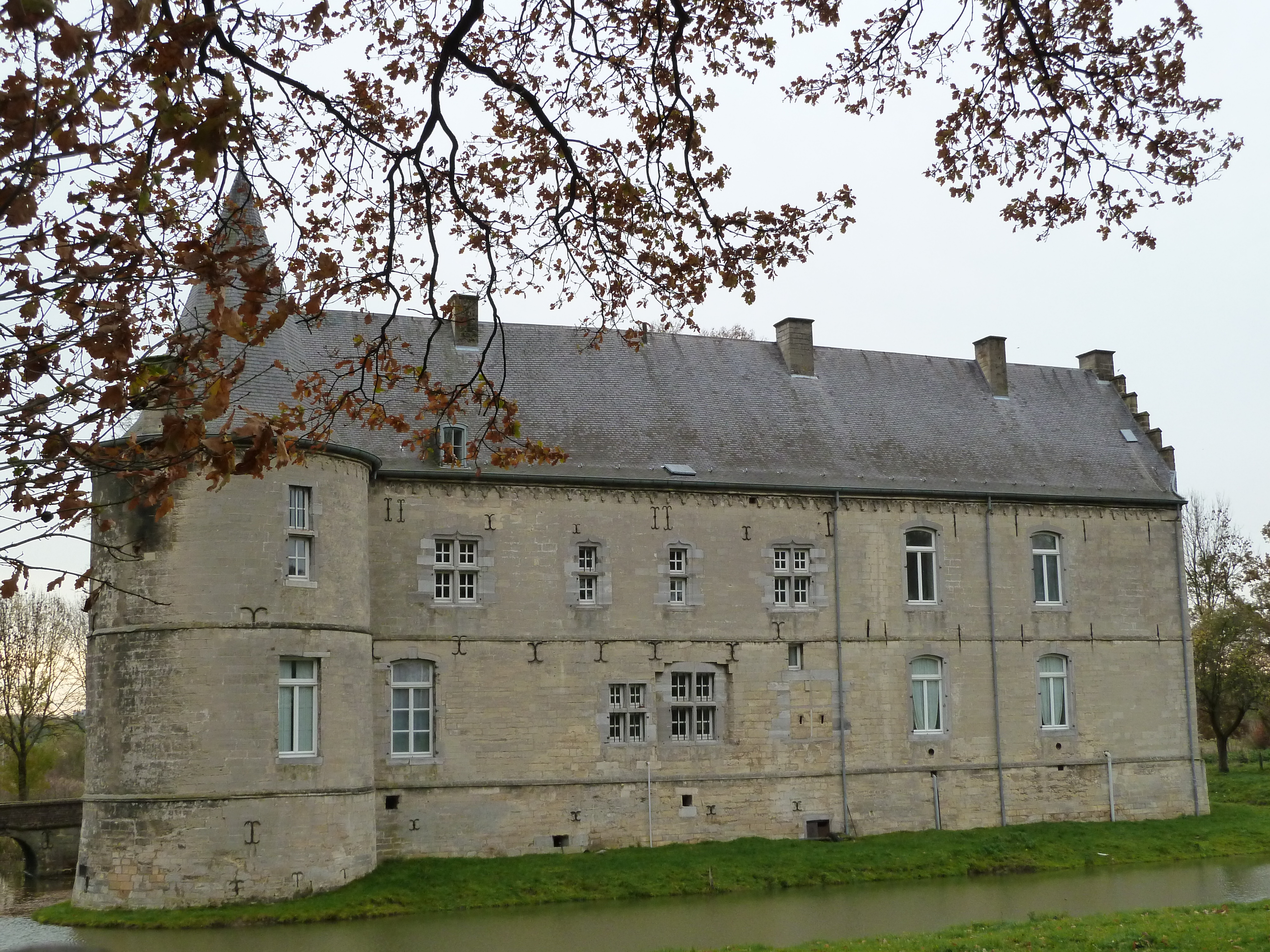
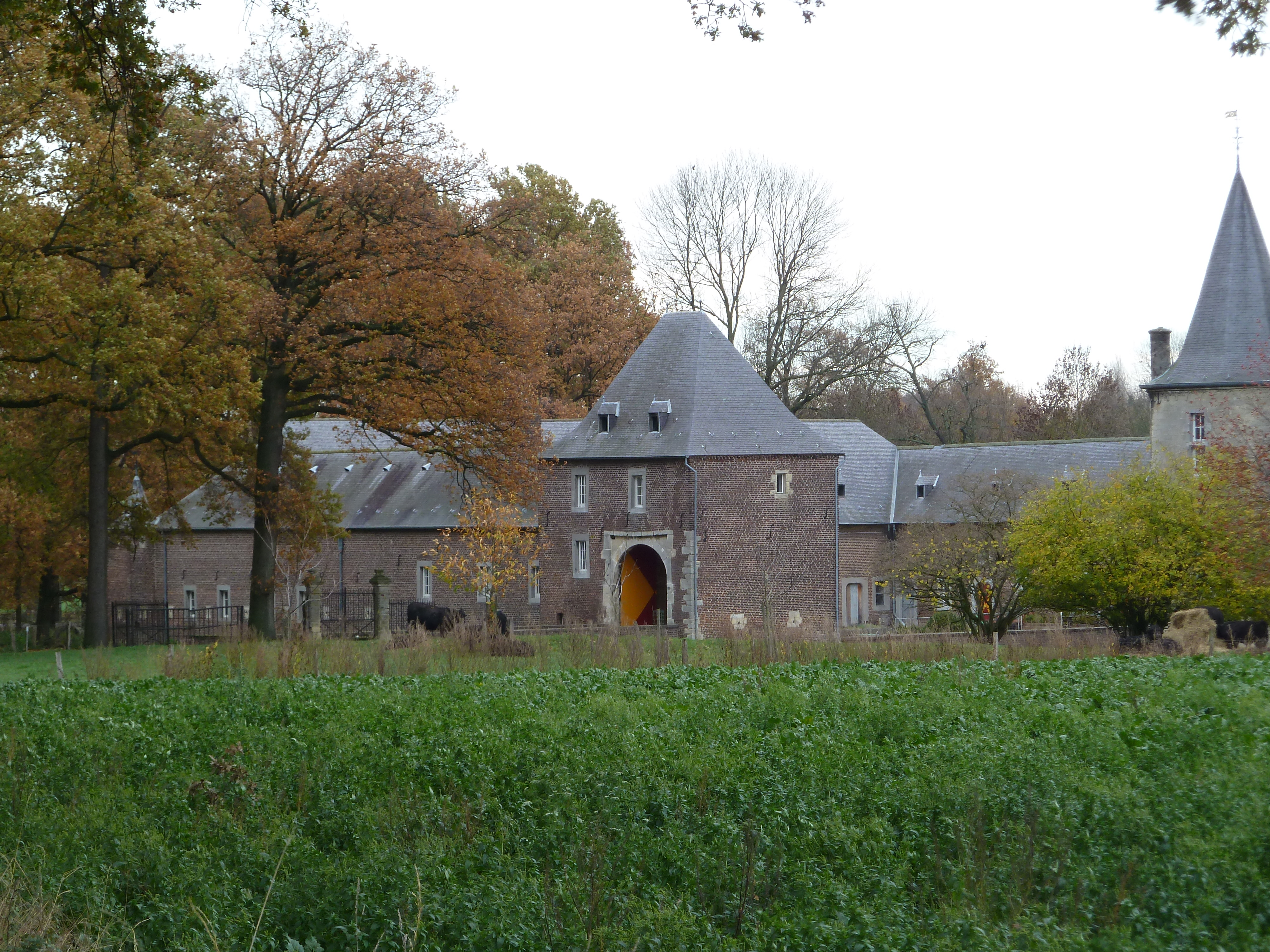
De hoeve
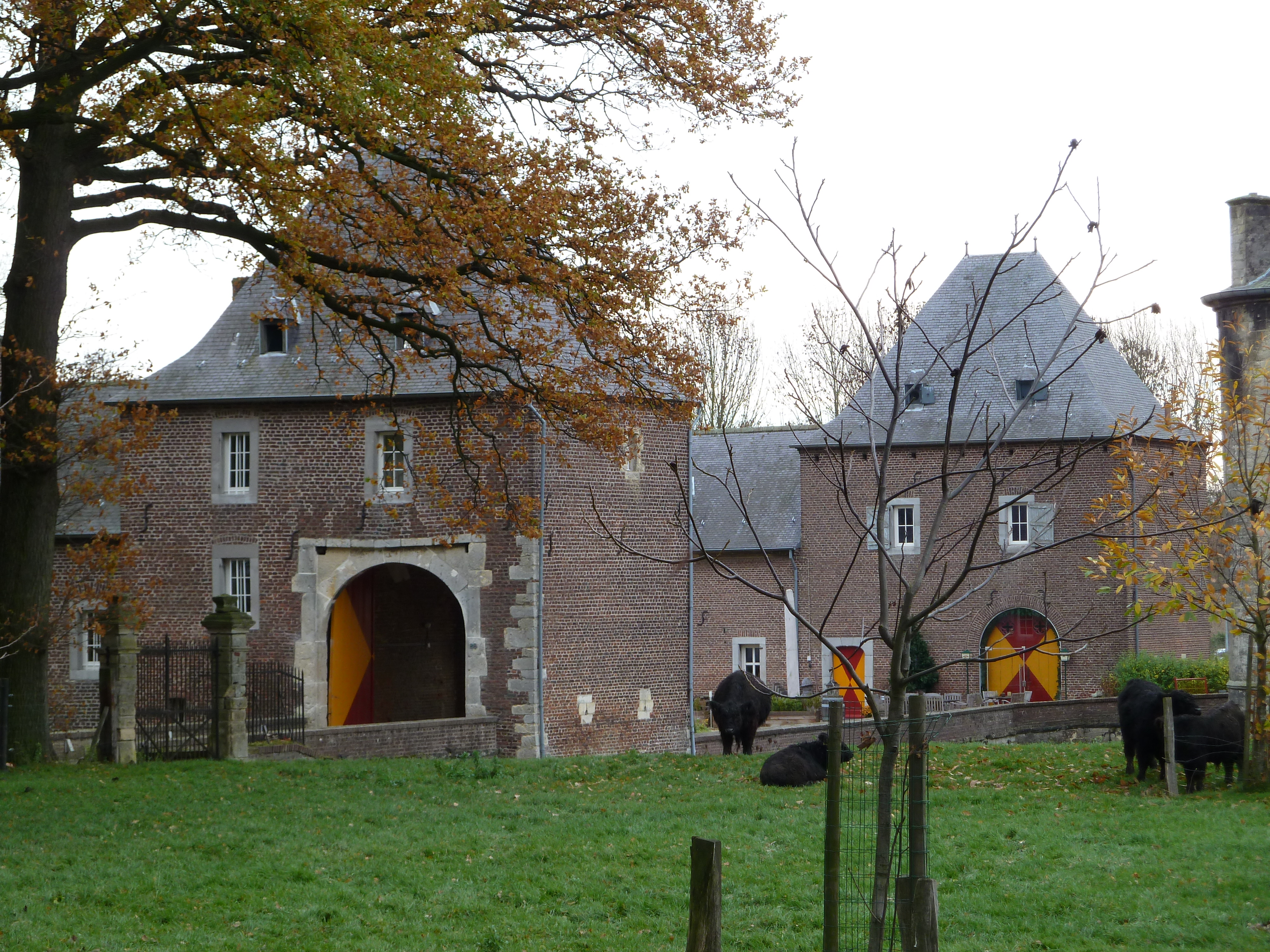
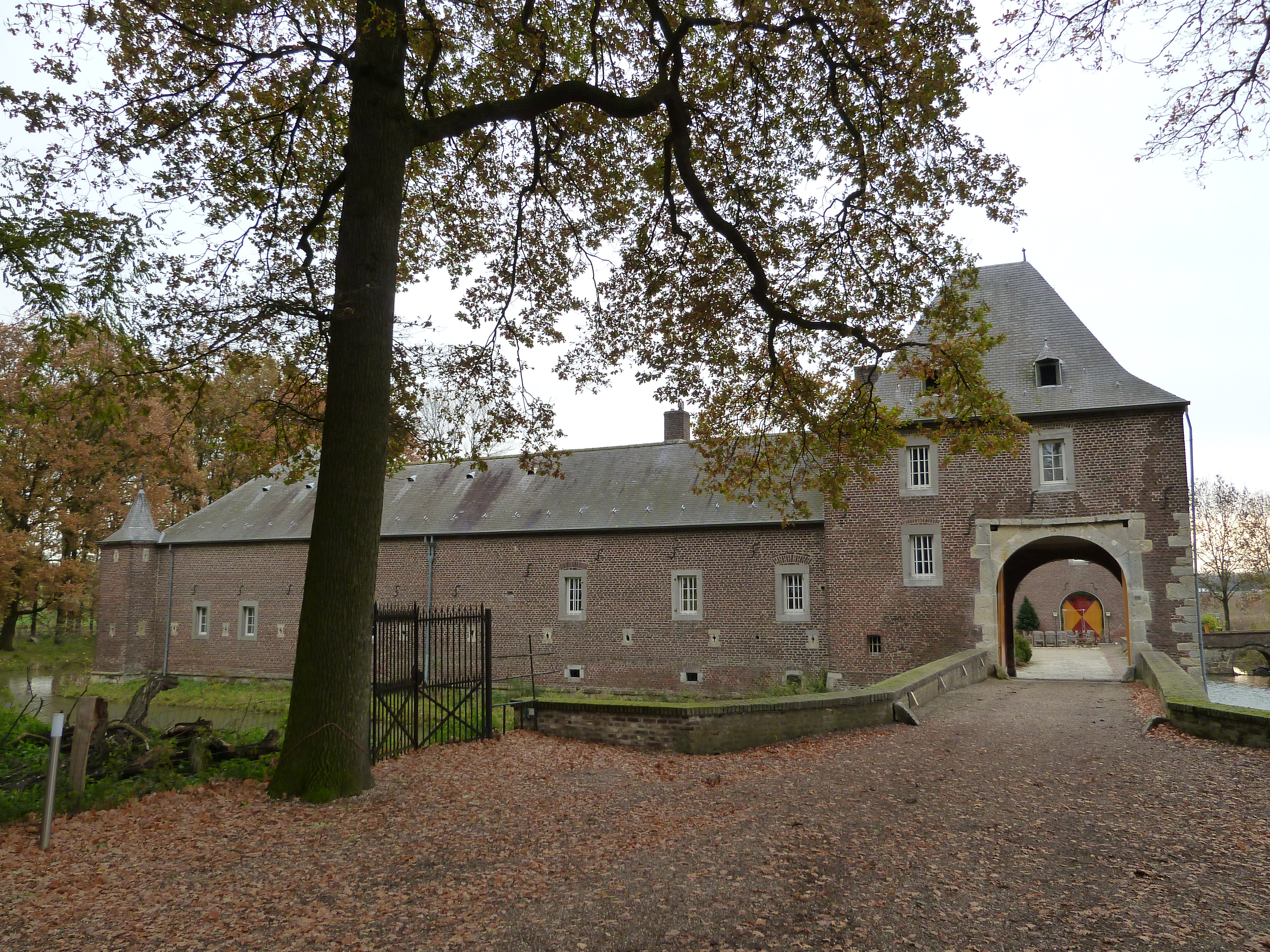
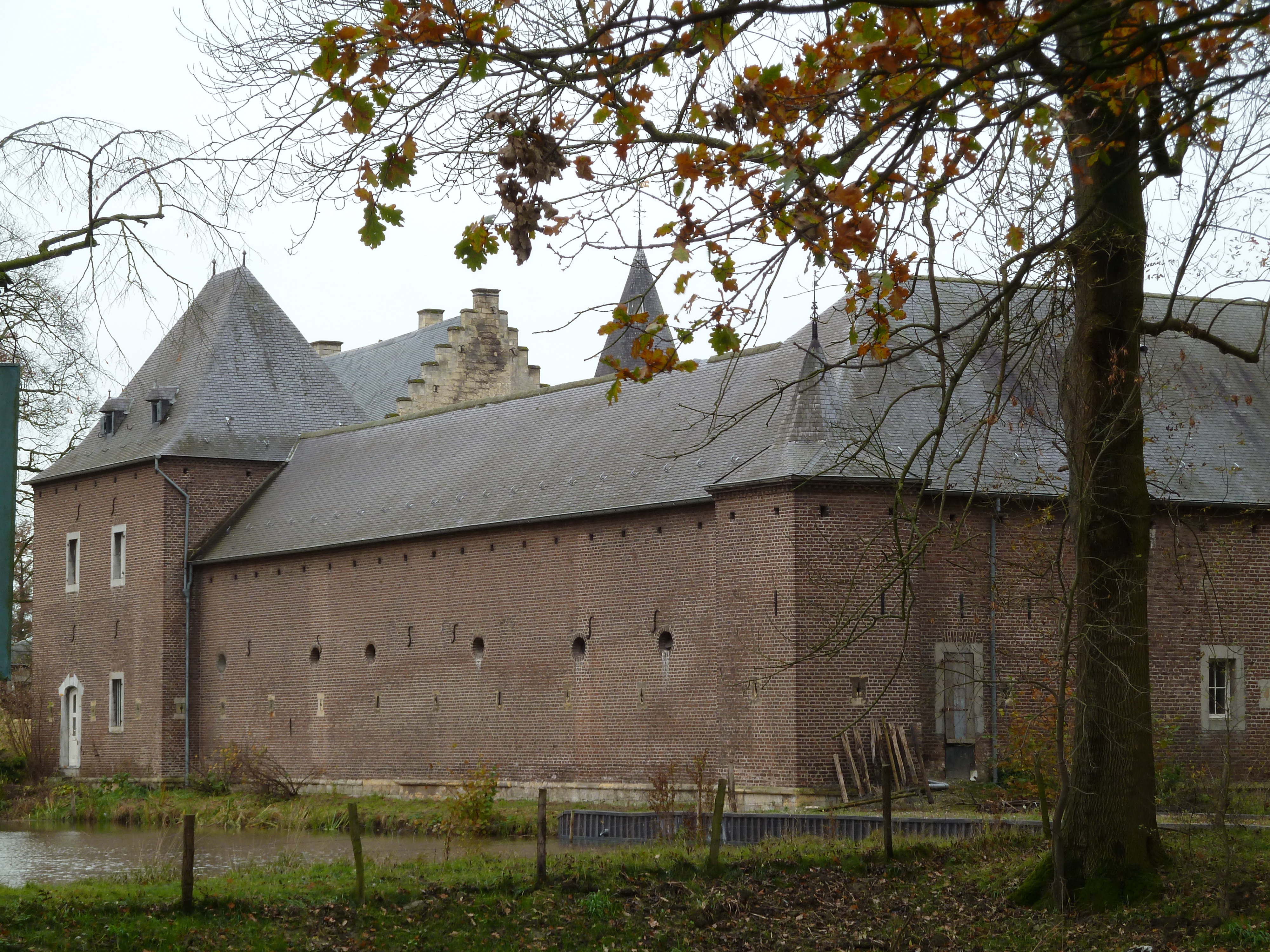
Hoeve achterzijde

Aerwinkel · Kasteel Afferden · Aldt Huys · Aldenborgh · Kasteel Aldenghoor · Aldenhoven · Alte Burg · Kasteel Amstenrade · Slot Annendael · Kasteel Arcen · Baersdonck · Bakvliet · Baronsberg · Baxhof · Beegden ·  Benzenrade · Kasteel De Berckt · Kasteel Bethlehem · Beusdaelshof · Binsfeld · Huis Blankenberg · Kasteel Bleijenbeek · Blitterswijck · Boerlo · Bolberg · Bollenberg · Kasteel De Bongard · Borggraaf · Kasteel d'Erp · Kasteel Borggraaf · Kasteel Borgharen · Kasteel Born · Huis Bree · Breust · Kasteel Broekhuizen · Broekhuizen · Gracht Burggraaf · Kasteel De Burght · Kasteel Cartils · Cloppenburg (Oost-Maarland) · Kasteel Cortenbach · Huis De Dael · Dammerscheid · Kasteel De Bockenhof · De Donck (Sevenum) · De Donck (Swolgen) · De Dorth ·  Huis ten Dijcken · Kasteel Doenrade · De Doom · Douve · Douvenrade · De Dries · Kasteel Erenstein · Kasteel Eijsden · Eijsden · Einrade · Kasteel Elsloo · Ensenbroek · Eperhuis · Etzenraderhuuske · Exaten · Kasteel Eijckholt · Kasteel Eyckholt · Eys · Gastendonck · Kasteel Genbroek · Gebroken Slot · Kasteel Geijsteren · Kasteel Op Genhoes · Kasteel Genhoes · Genneperhuis · Kasteel Het Geudje · Kasteel Geulle · Kasteel Geusselt · Geijsteren · Gen Heck · Ghoor · Kasteel Goedenraad · Kasteel Grasbroek · Kasteel Groenendaal · Groethof · Groot Paarlo · Kasteel van Gronsveld · De Gun ·Kasteel Haeren · Kasteel Den Halder · Heerlaer · Heeze · Heijen · 's-Herenanstel · Kasteel Hillenraad · Kasteel Hoensbroek · Hoenshuis · Holstrate · Holtmühle · Huize Holtum · Kasteel Horn · De Horst · Huys ter Horst · Ten Hove (Grathem) · Ten Hove (Panningen) · Huis Brias · Huis Darth ·  Kasteel Hurpesch · Kasteel Sint-Jansgeleen · Kasteel Jerusalem · Kasteel Kaldenbroek · Den Kamp · Kasteel Karsveld · Kasteel Keverberg · Klein Paarlo · Klimmender Huuske · De Kolck · Koppelberg · Laar · Landsfort · Kasteel Lemiers · Kasteelruïne Lichtenberg · Kasteel Limbricht · Lonesteyn · Huize Lovendael · Mazenburg · Kasteel van Meerlo · Kasteel Meerssenhoven · Meezenbroek · Kasteel van Mheer · Middelaar · Kasteel Millen · Kasteel Montfort · Movert · Mulrode · De Munt · Château Neercanne · Kasteel Neubourg · Nienghoor · Huis Nierhoven · Kasteel Nieuwenbroeck · Nije Huys · Kasteel Nijenborgh · Kasteel Nijswiller · Nijthuysen · Kasteel Obbicht · Oedenrade · Kasteel Ooijen · Kasteel Oost (Valkenburg) · Kasteel Oost (Oost-Maarland) · Kasteel Ouborg · Overen · Kasteel Passarts-Nieuwenhagen · Prickenis · Prinsenhof · Puth · De Putting · Raath · De Raay · Ravenhof · Kasteel Reijmersbeek · Kasteel van Rijckholt · Kasteel Rivieren · Rodenbroek · Rosendaal · Kasteel Schaesberg · Kasteel Schaloen · Te Scharen · Schenkenburg · Kasteel Scheres · De Spijker (Geijsteren) · De Spijker (Leeuwen) · Huis Severen · Sibberhuuske · Château St. Gerlach · Spraland · Huis De Spyker · Huize Stalberg · Stalberg (Wellerlooi) · De Steeg · Kasteel Stein · Steinhagen · Steenen Huis · Stoel van Swentibold · Strijthagen (Landgraaf) · Strijthagen (Welten) · Struyver · Kasteel Terborgh · Terlinden (Wijnandsrade) · Terveurdt · Ter Weyer · Kasteel Ter Worm · De Tombe · Huis De Torentjes · Triest · Trippaert · Kasteel Vaalsbroek · Kasteel Vaeshartelt · Valkenburg · Vliek · De Vroenhof · Vrijburg · Kasteel Wambach · Warenberg · Well · Weyershof ·  Wijlre · Kasteel Wijnandsrade · Wijnandsrade · Wijnantshof · Wissegracht · Huize Witham · Kasteel Wittem · Wolfrath · Wylre